# Petites Mamelles
Pour les articles homonymes, voir Mamelle (homonymie).
Les Petites Mamelles sont deux sommets situés sur l'île de Basse-Terre sur le territoire de la commune de Capesterre-Belle-Eau à proximité du barrage hydrolique Dumanoir.